# Matawin River
Matawin River är ett vattendrag i Kanada.   Det ligger i provinsen Ontario, i den sydöstra delen av landet, 1 100 km väster om huvudstaden Ottawa.
I omgivningarna runt Matawin River växer i huvudsak blandskog. Runt Matawin River är det glesbefolkat, med 15 invånare per kvadratkilometer.